# Oscar Larrauri
Oscar Rubén Larrauri, född 19 augusti 1954 i Granadero Baigorria, är en argentinsk racerförare.

## Racingkarriär
Larrauri vann det europeiska F3-mästerskapet 1982. Han tävlade därefter i formel 2 för Minardi.  Larrauri påbörjade också ett samarbete med Walter Bruns sportvagnsracingstall Brun Motorsport som hade vilda planer på att tävla i formel 1.
Larrauri fick köra i formel 1 för EuroBrun säsongen 1988 men han lyckades inte så bra varför han fick lämna stallet efter säsongen. Han återanställdes dock i slutet av efterföljande säsong då han fick ersätta Gregor Foitek som misslyckats med att kvalificera sig. Larrauri lyckades dock inte heller kvala in till något lopp.

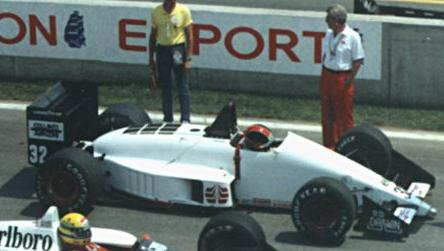
Larrauri i.

## F1-karriär
| Säsong | Stall/Tillverkare | Poäng | Placering |
| ------ | ----------------- | ----- | --------- |
| 1988   | EuroBrun-Ford     | 0     | –         |
| 1989   | EuroBrun-Judd     | 0     | –         |